# 芝東町
芝東町（しばひがしちょう）は、埼玉県川口市の町名。現行行政地名は芝東町のみ。丁番を持たない単独町名である。住居表示実施地区。郵便番号は333-0867。

## 地理
川口市の北西部に位置する。京浜東北線蕨駅が最寄り駅となっている。東京外環自動車道川口西インターチェンジが近い。区画整理事業が完了し、主に住宅地となっている。

## 歴史

### 沿革
- 2007年（平成19年）12月1日 - 第20次住居表示整備事業として芝東第5土地区画整理事業地区内の大字伊刈の一部から芝東町が1〜19番地が成立。
- 2015年(平成28年)3月1日 - 第23次住居表示整備事業として芝東第5土地区画整理事業地区内の大字伊刈の一部から芝東町20番地が成立。

| 旧町名（大字） | 現在   | 備考                                                                                       |
| --- | ------ | ------------------------------------------------------------------------------------------ |
| 伊刈356〜409、415（一部）、417（一部）、 448〜472、475（一部）、482〜510、526～556、 557（一部）、584、591番地（一部） | 芝東町 | 一部と表記した住所の地域は 415番地の一部は本前川2丁目 その他は 芝高木1丁目に編入している。 |

## 世帯数と人口
2018年（平成30年）3月1日現在の世帯数と人口は以下の通りである。
| 町丁   | 世帯数  | 人口  |
| ------ | ------- | ----- |
| 芝東町 | 310世帯 | 739人 |

## 小・中学校の学区
市立小・中学校に通う場合、学区（校区）は以下の通りとなる。
| 番地 | 小学校               | 中学校             |
| ---- | -------------------- | ------------------ |
| 全域 | 川口市立芝中央小学校 | 川口市立芝東中学校 |

## 交通
地内に鉄道は敷設されていない。

### 道路
- 埼玉県道235号大間木蕨線

## 施設
- 川口市立芝東中学校
- 芝東公園